# Česká Lípa (distrito)
Česká Lípa é um distrito da República Checa na região de Liberec, com uma área de 1.137 km² com uma população de 105.669 habitantes (2002) e com uma densidade populacional de 93 hab/km².